# Brian Qvale
Brian Arthur Qvale (Williston, 3 novembre 1988) è un ex cestista statunitense, professionista in Europa e in Giappone.

## Palmarès
- Basketball Champions League: 1

Virtus Bologna: 2018-2019